# Jorge Eduardo García (actor)
Jorge Eduardo García (n. 18 de agosto de 2002) es un actor mexicano.

## Biografía
Realiza su debut en el año 2005 en Los Plateados de Telemundo junto a Mauricio  Islas. Año 2007 en la empresa TV Azteca, en Mientras haya vida como Diego. Secretos del alma en el año 2008 fue su segunda telenovela en su carrera. Posteriormente participó en Mujeres asesinas, Amar de nuevo, Una maid en Manhattan y XY. La revista.
El año 2012 actuó en El rostro de la venganza, donde interpreta a Juanito Mercader y también interpreta a Diego Mercader de niño.
fue merecedor de un premio en Premios Tu Mundo 2012 como mejor actor infantil
En el 2013 da vida a Willy Delgado en Santa diabla donde compartirá con los protagonistas Gaby Espino, Aarón Díaz y Carlos Ponce.

## Filmografía
| Año  | Título                   | Personaje                                            |
| ---- | ------------------------ | ---------------------------------------------------- |
| 2017 | La fan                   | Rodrigo Ernesto Gómez                                |
| 2016 | Eva la trailera          | Diego Contreras                                      |
| 2014 | Toni, la chef            | Dante Betancourt                                     |
| 2013 | Santa diabla             | Willy Delgado Martínez                               |
| 2012 | El rostro de la venganza | Juan "Juanito" Mercader / Diego Mercader (niño)      |
| 2012 | XY. la revista           | Mauricio                                             |
| 2011 | Una maid en manhattan    | Eduardo "Lalo" Mendoza Luján                         |
| 2011 | La otra familia          | Pablo "Pablito" , amigo de Hendrix                   |
| 2011 | Amar de nuevo            | Pablo "Pablito" Palito                               |
| 2008 | Mujeres asesinas         | Cap. Martha, asfixiante                              |
| 2008 | Secretos del alma        | Andrés "Andresito" Lascuraín Kuri                    |
| 2008 | Capadocia                |                                                      |
| 2007 | Mientras haya vida       | Diego                                                |
| 2005 | Los Plateados            | Miguel Ángel Gallardo Castañeda/Campuzano Castañeda. |

## Premios y nominaciones

### Premios Tu Mundo
| Año  | Categoría                | Telenovela            | Resultado |
| ---- | ------------------------ | --------------------- | --------- |
| 2012 | Mejor actuación infantil | Una maid en Manhattan | perdedor  |

### People en Español
| Año  | Categoría          | Telenovela            | Resultado |
| ---- | ------------------ | --------------------- | --------- |
| 2012 | Revelación del Año | Una maid en Manhattan | Ganador   |